# Moravsko-šleski kraj
Moravsko-šleski kraj češka je pokrajina na sjeveroistoku zemlje. Obuhvaća dio povijesne regije Moravske i najveći dio povijesne pokrajine Češke Šleske (veći dio Šleske nalazi se u Poljskoj). Na zapadu je šumovita planina Hrubý Jeseník na kojoj izvire rijeka Odra. Na jugu je značajan prolaz nazvan Moravska vrata kuda se rijeke Odra i Bečva probijaju preko planina. Na istoku su Ostravski i Opavski bazen sa značajnim nalazištima ugljena, gdje živi većina stanovnika. Uz granicu sa Slovačkom nalazi se planina Moravsko-šleski Beskidi koja prima najviše oborina u Češkoj.
Moravsko-šleski kraj najnaseljenija je pokrajina i najindustrijaliziraniji dio Češke (nazvan „Željezno srce Češke“). Prevladava metaloprerađivačka industrija koja se temelji na značajnim nalazištima ugljena. Zbog industrije je veliko zagađenje i postoje brojni ekološki problemi iako se stanje popravilo nakon prestanka vađenja rude 1994. Najveći su gradovi Ostrava, Havířov, Karviná, Opava i Frýdek-Místek. Grad Přibor je rodno mjesto Sigmunda Freuda. Grad Kopřivnice su rodno mjesto atletičara Emila Zatopeka i sjedište tvornice motornih vozila Tatra, trećeg najstarijeg proizvođača automobila na svijetu.